# Riktnummer
Riktnummer är en siffersekvens som identifierar såväl geografiska som icke-geografiska samtalsområden för telefoni. Formellt utgör riktnumret en sammanslagning av det nationella prefixet, vanligtvis 0, och nationell destinationskod (national destination code, NDC).
Den inledande nollan användes före riktnumrens införande för att koppla samtal till den manuella växeln.
För samtal inom samma geografiska riktnummerområde behöver man i de flesta länder inte slå riktnumret. För samtal från utlandet slår man riktnummer och abonnentnummer efter landsnumret, dock utan nationellt prefix.
Det finns internationella rekommendationer, utfärdade av Internationella teleunionen (ITU), gällande vilka tjänster som bör knytas till vilka nationella destinationskoder. Nedan listas några rekommendationer, med exempel på tillämpning inom parentes:
- 7xx för nummer med personlig anknytning (070, 072, 073, 076 samt 079 för mobiltelefoni i Sverige)
- 8xx för frisamtal (1-800 för frisamtal i USA)
- 9xx för betalsamtal (0900 för betalsamtal i Sverige)

## Sverige
Nummerplanen delar för närvarande (2004) upp Sverige i 264 geografiska riktnummerområden. Områdena utgör en egen geografisk indelning av landet som sällan överensstämmer med kommunernas gränser (för karta med jämförelse mellan kommungränser och riktnummerområden, se extern länk Förslag till ny riktnummerindelning). Några nummerserier används för icke-geografiska nummer:
- lokalt direktval för företagsväxlar (010 – användes tidigare för mobiltelefoner inom NMT-nätet, och ännu tidigare, före 1964, som riktnummer till Stockholm)
- frisamtal (020)
- mobiltelefoni (070, 072, 073, 076, 079)
- personsökning (074)
- personliga nummertjänster (075)
- tjänster med delad kostnad (077)
- teleoperatörernas egna tjänster (078)
- betalsamtal (0900, 0939 och 0944)
- samtal till telefonautomat (0969)
- massanrop (099)

Dessa saknar riktnummer; hela abonnentnumret måste alltid slås. Därutöver finns ett antal nummerserier som inte används av allmänheten. De används bland annat till dirigering av teletrafik, som testnummer eller för röstbrevlådor.
Vissa nummerserier använder inte det nationella prefixet, men utgör inte heller abonnentnummer. Dessa kan inte anses vara nationella destinationskoder eller riktnummer, men regleras ändå i nummerplanen. I Sverige är dessa nummer som börjar på 11, 90 eller 95.
I Sverige har NDC 800 (riktnummer 0800) reserverats för frisamtal, men Post- och telestyrelsen (PTS) har i dagsläget (2004) inga planer för att flytta frisamtalsnumren från 020-serien.
Post- och telestyrelsen har tagit fram förstudie om ny plan för svenska telefonnummer, som publicerades september 2010. Förstudien innehåller sex olika förslag, från i stort sett inga förändringar till en stor förändring där nollan i riktnumren tas bort. I de flesta av förslagen ska hela telefonnumret slås även om det är till grannen.

## Andra länder
Ett liknande system med riktnummer används i många länder. Nationellt prefix är oftast 0. Exempel: Finland, Frankrike, Irland, Nederländerna, Polen, Slovakien, Schweiz, Storbritannien, Tyskland och Österrike. Antal riktnummerområden varierar; till exempel har Frankrike endast fem geografiska riktnummerområden, därtill ett fåtal för mobiler med mera, medan Tyskland sammanlagt har väl över 1000 riktnummerområden.
Både USA och Kanada har många riktnummerområden. Här är nationellt prefix 1, vilket oftast inte skrivs ut när man anger ett telefonnummer. I USA och Kanada har man inga särskilda riktnummer till mobiler, utan vanliga geografiska nummer används. Av denna anledning måste samtal från fast till mobil kosta samma som fast till fast för uppringaren. Därför betalar mobilägaren för mottagna samtal. Förut var det dyrt, bland annat för att operatörerna ofta hade var sina områden de hade täckning i och därmed monopol där. Få skaffade mobil för att de var rädda att inte ha kontroll över kostnaderna (man vill inte tvinga en vän att lägga på). Så USA och Kanada hade länge långt färre mobiler per invånare än många andra länder. Dock har de flesta det nu på 2000-talet och priserna är ganska låga numera.
I vissa länder används en så kallad sluten nummerplan. Där slås hela numret oavsett från vilken del av landet man ringer ifrån. Det finns inget nationellt prefix, vilket innebär lättare nummerslagning från utlandet. Dessa nummerplaner härstammar ofta från ett system med riktnummer. Till dessa länder hör exempelvis Danmark, Norge, Island, Luxemburg, Madagaskar, Portugal och Spanien. Ett särfall är Italien där det som förr var riktnummer alltid skall slås. Mobilnummer börjar med en trea och fastnätsnummer börjar med en nolla som även skall slås när man ringer till Italien från utlandet.
| Land           | Nationellt prefix                                                   | Mobiltelefoner                                               | Frisamtal                    |
| -------------- | ------------------------------------------------------------------- | ------------------------------------------------------------ | ---------------------------- |
| Belgien        | 0                                                                   | 04x                                                          | 0800                         |
| Bulgarien      | 0                                                                   | 048, 087–089                                                 | 0800                         |
| Cypern         | 0                                                                   | 09                                                           | ?                            |
| Danmark        | -                                                                   | 2x, 30, 31, 40–42, 50–53, 60–61                              | 80                           |
| Estland        | -                                                                   | 5x                                                           | ?                            |
| Finland        | 0                                                                   | 040–049, 050                                                 | 0800                         |
| Frankrike      | 0                                                                   | 06                                                           | 0800                         |
| Grekland       | -                                                                   | 69                                                           | 800                          |
| Irland         | 0                                                                   | 083–089                                                      | 1800                         |
| Island         | -                                                                   | 6x, 7x, 8x                                                   | 800                          |
| Italien        | - (fasta nummer börjar med 0)                                       | 3x                                                           | 800                          |
| Kroatien       | 0                                                                   | 091–099                                                      | ?                            |
| Lettland       | -                                                                   | 2x                                                           | 80x                          |
| Litauen        | 8+ton                                                               | 8-ton-6                                                      | 8-ton-800                    |
| Nederländerna  | 0                                                                   | 06                                                           | 0800                         |
| Norge          | -                                                                   | 4x, 9x                                                       | 800                          |
| Polen          | -                                                                   | 50x, 51x, 53x, 60x, 66x, 69x, 88x, 72x, 73x, 79x (9-siffrig) | 800                          |
| Rumänien       | 0                                                                   | 07                                                           | 0800                         |
| Ryssland       | 8+ton                                                               | 8-ton-9                                                      | 8-ton-800                    |
| Storbritannien | 0                                                                   | 075–079                                                      | 0500, 0800, 0808             |
| Sverige        | 0                                                                   | 070, 0710, 072, 073, 076, 079                                | 020, 0200                    |
| Tjeckien       | -                                                                   | 6, 7                                                         | 800                          |
| Tyskland       | 0                                                                   | 015, 0160–0163, 017                                          | 0800                         |
| Schweiz        | 0                                                                   | 076–079                                                      | 0800                         |
| Ungern         | 06                                                                  | 0620,0630,0670                                               | 0680                         |
| USA/Kanada     | 1 (behövs ej inom lokalsamtalsområden med 10-siffrig nummertagning) | geografiska riktnummer (mottagaren betalar)                  | 1800, 1855, 1866, 1877, 1888 |
| Österrike      | 0                                                                   | 065–069                                                      | 0800, 0802                   |